# Numéros de disque esquimau
Les numéros de disque esquimau, ujamiit ou ujamik en langue inuit, sont des identifiants administratifs individuels pour la population des Inuits mis en place le gouvernement du Canada entre 1941 et 1978, de manière similaire aux plaques d'identité militaire. Utilisés en guise de nom de famille, ces disques étaient généralement cousus sur les vêtements ou portés autour du cou avec un lacet.

## Histoire
Avant l'arrivée des coutumes européennes, les Inuits n'avaient aucun besoin de noms de famille et les noms des enfants étaient donnés par les anciens. Cependant, dans les années 1940, les exigences de tenue de registres par des entités extérieures telles que les missions religieuses, les commerçants ou le gouvernement ont amené des changements. En réponse aux besoins administratifs, le gouvernement a ainsi opté pour le système de disques numérotés.
Ce système n'était pas utilisé au Labrador qui n'était pas encore intégré au Canada à cette époque. Tous les Inuits du Labrador qui n'avaient pas de nom de famille moderne en 1893 ont reçu des noms de famille des missionnaires moraves.
En 1969, le gouvernement a lancé le « Projet Noms de famille » (en anglais : Project Surname) visant à remplacer les numéros de disque par l'attribution de noms de famille pour tous les Inuits.

## Description
Un disque mesurait environ un pouce (2,5 cm) de diamètre ; de couleur marron, il était composé de fibre pressée ou de cuir. Il avait un trou « pour être enfilé avec une lanière de caribou et cousu dans une parka pour [le] conserver en sécurité ». Le disque pouvaient être porté autour du cou. Les disques étaient estampillés « Eskimo Identification Canada » sur le pourtour avec le symbole de couronne au milieu. Juste en dessous de la couronne se trouvait le numéro. L'identifiant a été divisé en plusieurs parties, «E» pour les Inuits vivant à l'est de Gjoa Haven et «W» pour ceux de l'ouest. Cette lettre était suivi d'un numéro à un ou deux chiffres indiquant la région d'origine de la personne. Le dernier ensemble de chiffres identifiait l'individu. Les disques ont été utilisés dans les Territoires du Nord-Ouest (comprenant à l'époque l'actuel Nunavut) de 1941 à 1978.
Ainsi une jeune femme qui était connue de ses proches sous le nom de «Lutaaq», «Pilitaq», «Palluq» ou «Inusiq», et qui avait été baptisée « Annie », était enregistrée pour l'administration sous le nom « Annie E7-121 ».